# Baby Baby!
Baby Baby! é um  álbum de Lulu Santos lançado em 20 de outubro de 2017.

## História
Lulu Santos teve a ideia de fazer um álbum em tributo de Rita Lee ao ler sua autobiografia lançada em 2016. Para o tributo, o artista explorou o lado pop da cantora, deixando de lado a guitarra elétrica explorando ritmos como  música eletrônica, samba, música havaiana, funk carioca reggae e AOR.A princípio, o álbum se chamaria inicialmente  Um belo dia resolvi mudar, uma alusão a trecho da canção "Agora Só Falta Você", o cantor resolveu mudar para Baby Baby!, inspirado em trecho da canção Ovelha Negra.

## Faixas
| N.º | Título                | Compositor(es)                           | Duração |  |
| 1.  | "Disco Voador"        | Rita Lee e Roberto de Carvalho           | 3:41    |  |
| 2.  | "Baila comigo"        | Rita Lee                                 | 3:29    |  |
| 3.  | "Mamãe Natureza"      | Rita Lee                                 | 4:06    |  |
| 4.  | "Desculpe o Auê"      | Rita Lee e Roberto de Carvalho           | 2:46    |  |
| 5.  | "Ovelha Negra"        | Rita Lee                                 | 3:59    |  |
| 6.  | "Fuga N.º II"         | Rita Lee, Arnaldo Baptista e Sérgio Dias | 3:12    |  |
| 7.  | "Agora Só Falta Você" | Rita Lee e Luis Sérgio Carlini           | 3:23    |  |
| 8.  | "Caso Sério"          | Rita Lee e Roberto de Carvalho           | 4:36    |  |
| 9.  | "Alô, Alô, Marciano"  | Rita Lee e Roberto de Carvalho           | 3:25    |  |
| 10. | "Mania de Você"       | Rita Lee e Roberto de Carvalho           | 5:08    |  |
| 11. | "Paradise Brasil"     | Rita Lee e Roberto de Carvalho           |         |  |
| 12. | "Nem luxo nem lixo"   | Rita Lee e Roberto de Carvalho           |         |  |

## Integrantes
- Sérgio Melo - bateria
- Jorge Ailton - baixo
- Hiroshi Mizutani - teclados, mellotron, órgão, piano, theremin, baixo synth e drum machine
- Lulu Santos - voz, guitarras, violão, slide guitar, ukulele e gaita
- Pretinho da Serrinha - percussão em "Nem Luxo, Nem Lixo" e "Paradise Brasil"